# Manzana Postobón Team
Das Manzana Postobón Team war ein kolumbianisches Radsportteam mit Sitz in Medellin.
Die Mannschaft erhielt unter dem Namen Colombia es Pasión  eine UCI-Lizenz als Continental Team und nahm hauptsächlich an Rennen der UCI America Tour teil.
2011 besaß die Mannschaft eine Lizenz als Professional Continental Team, beantragte aber für das Jahr 2012 keine solche Lizenz. Ein Großteil der Fahrer wechselten stattdessen zum neuen Team Colombia-Coldeportes, welches vom Instituto Colombiano del Deportes (sp., dt.: Kolumbianisches Institut für Sport) betrieben wird. Das Instituto Colombiano del Deportes war zwar im Jahr 2009 einer der Namensgeber des Teams. Die beiden Teams haben aber keine organisatorische Verbindung.
Nach einem Jahr ohne UCI-Lizenz fuhr die Mannschaft 2013 und 2014 wieder als Continental Team unter dem Namen 472-Colombia. Im Jahr 2015 wurde das Team wiederum nur national registriert und kehrte als Manzana Postobón Team zunächst als Continental Team und 2017 als Professional Continental Team in den internationalen Radsport zurück.
Nach mehreren Dopingfällen (u. a. Juan José Amador und Wilmar Paredes) kündigte das Team 2019 seine Auflösung an.

## Saison 2019

### Erfolge in der UCI Africa Tour
In den Rennen der Saison 2019 der UCI Africa Tour gelangen die nachstehenden Erfolge.
| Datum    | Rennen                   | Kat. | Fahrer      |
| -------- | ------------------------ | ---- | ----------- |
| 17. März | 1. Etappe Tour de Taiwan | 2.1  | Bryan Gomez |

### Erfolge in der UCI Europe Tour
In den Rennen der Saison 2019 der UCI Europe Tour gelangen die nachstehenden Erfolge.
| Datum  | Rennen                      | Kat. | Fahrer          |
| ------ | --------------------------- | ---- | --------------- |
| 3. Mai | 1. Etappe Vuelta a Asturias | 2.1  | Carlos Quintero |

### Mannschaft
| Teamkader 2019                       | Teamkader 2019    | Teamkader 2019 | Teamkader 2019                |
| Name                                 | Geburtsdatum      | Land           | Vorheriges Team               |
| ------------------------------------ | ----------------- | -------------- | ----------------------------- |
| Juan José Amador                     | 20. April 1998    | Kolumbien      |                               |
| Luis Carlos Chia (1. Jan.–31. Mai)   | 18. Februar 1997  | Kolumbien      | AV Villas (2018)              |
| Jhojan García (1. Jan.–25. Mai)      | 10. Januar 1998   | Kolumbien      |                               |
| Bryan Gomez                          | 19. November 1994 | Kolumbien      | Holowesko Citadel (2018)      |
| Daniel Jaramillo (1. Jan.–24. Mai)   | 15. Januar 1991   | Kolumbien      | UnitedHealthcare (2018)       |
| Omar Mendoza (1. Jan.–31. Mai)       | 25. November 1989 | Kolumbien      | Medellín (2018)               |
| Diego Ochoa (1. Jan.–31. Mai)        | 5. Juni 1993      | Kolumbien      | EPM (2018)                    |
| Juan Felipe Osorio (1. Jan.–24. Mai) | 30. Januar 1995   | Kolumbien      |                               |
| Wilmar Paredes (1. Jan.–31. Mai)     | 27. April 1996    | Kolumbien      |                               |
| Jordan Parra (1. Jan.–31. Mai)       | 19. April 1994    | Kolumbien      | EPM (2017)                    |
| Carlos Quintero (1. Jan.–31. Mai)    | 5. März 1986      | Kolumbien      | Aguardiente Antioqueño (2018) |
| Jhonatan Restrepo                    | 28. November 1994 | Kolumbien      | Katusha-Alpecin (2018)        |
| Aldemar Reyes (1. Jan.–24. Mai)      | 22. April 1995    | Kolumbien      | GW Shimano (2014)             |
| Nicolás Sáenz (1. Jan.–24. Mai)      | 7. August 1997    | Kolumbien      |                               |
| Yecid Sierra (1. Jan.–24. Mai)       | 16. August 1994   | Kolumbien      |                               |
| Bernardo Suaza (1. Jan.–31. Mai)     | 28. November 1992 | Kolumbien      |                               |
|                                      |                   |                |                               |
| Quelle: ProCyclingStats              |                   |                |                               |

## Saison 2018

### Erfolge in der UCI Africa Tour
In den Rennen der Saison 2018 der UCI Africa Tour gelangen die nachstehenden Erfolge.
| Datum                | Rennen                             | Kat. | Fahrer                |
| -------------------- | ---------------------------------- | ---- | --------------------- |
| 25. Juli             | 4. Etappe Tour of Qinghai Lake     | 2.HC | Hernan Aguirre        |
| 27. Juli             | 6. Etappe Tour of Qinghai Lake     | 2.HC | Hernan Aguirre        |
| 22. Juli – 4. August | Gesamtwertung Tour of Qinghai Lake | 2.HC | Hernan Aguirre        |
| 4. September         | 2. Etappe Tour of Xingtai          | 2.2  | Juan Sebastian Molano |
| 5. September         | 3. Etappe Tour of Xingtai          | 2.2  | Juan Sebastian Molano |
| 9. September         | 2. Etappe Tour of China I          | 2.1  | Juan Sebastian Molano |
| 8.–15. September     | Gesamtwertung Tour of China I      | 2.1  | Juan Sebastian Molano |
| 18. September        | 1. Etappe Tour of China II         | 2.1  | Juan Sebastian Molano |
| 8. Oktober           | 1. Etappe Tour of Taihu Lake       | 2.1  | Juan Sebastian Molano |
| 9. Oktober           | 2. Etappe Tour of Taihu Lake       | 2.1  | Juan Sebastian Molano |
| 13. Oktober          | 6. Etappe Tour of Taihu Lake       | 2.1  | Jordan Parra          |

### Mannschaft
| Teamkader 2018                            | Teamkader 2018    | Teamkader 2018 | Teamkader 2018                             |
| Name                                      | Geburtsdatum      | Land           | Vorheriges Team                            |
| ----------------------------------------- | ----------------- | -------------- | ------------------------------------------ |
| Hernán Aguirre                            | 13. Dezember 1995 | Kolumbien      |                                            |
| Juan José Amador                          | 20. April 1998    | Kolumbien      |                                            |
| Hernando Bohórquez                        | 22. Juni 1992     | Kolumbien      | Raza de Campeones-Lotería de Boyacá (2015) |
| Jetse Bol (1. Jan.–31. Jul.)              | 8. September 1989 | Niederlande    | Join-S-De Rijke (2016)                     |
| Fabio Duarte                              | 11. Juni 1986     | Kolumbien      | EPM (2017)                                 |
| Jhojan García                             | 10. Januar 1998   | Kolumbien      |                                            |
| Sergio Higuita                            | 1. August 1997    | Kolumbien      |                                            |
| Sebastián Molano                          | 4. November 1994  | Kolumbien      | Colombia (2015)                            |
| Fernando Orjuela                          | 4. November 1991  | Kolumbien      |                                            |
| Juan Felipe Osorio                        | 30. Januar 1995   | Kolumbien      |                                            |
| Wilmar Paredes                            | 27. April 1996    | Kolumbien      |                                            |
| Jordan Parra                              | 19. April 1994    | Kolumbien      | EPM (2017)                                 |
| Aldemar Reyes                             | 22. April 1995    | Kolumbien      | GW Shimano (2014)                          |
| Yecid Sierra                              | 16. August 1994   | Kolumbien      |                                            |
| Bernardo Suaza                            | 28. November 1992 | Kolumbien      |                                            |
| Ricardo Vilela                            | 18. Dezember 1987 | Portugal       | Caja Rural-Seguros RGA (2016)              |
| Juan Villegas                             | 15. Oktober 1987  | Kolumbien      | SmartStop (2015)                           |
|                                           |                   |                |                                            |
| Quellen: ProCyclingStats Cycling Quotient |                   |                |                                            |

## Saison 2017

### Erfolge in der UCI America Tour
In den Rennen der Saison 2017 der UCI America Tour gelangen die nachstehenden Erfolge.
| Datum      | Rennen                       | Kat. | Fahrer              |
| ---------- | ---------------------------- | ---- | ------------------- |
| 2. August  | 2. Etappe Vuelta a Colombia  | 2.2  | Wilmar Paredes      |
| 13. August | 12. Etappe Vuelta a Colombia | 2.2  | Juan Pablo Villegas |

### Erfolge in der UCI Europe Tour
In den Rennen der Saison 2017 der UCI Europe Tour gelangen die nachstehenden Erfolge.
| Datum       | Rennen                      | Kat. | Fahrer                |
| ----------- | --------------------------- | ---- | --------------------- |
| 24. Februar | 3. Etappe Volta ao Alentejo | 2.1  | Juan Sebastian Molano |
| 26. Februar | 5. Etappe Volta ao Alentejo | 2.1  | Juan Sebastian Molano |

### Mannschaft
| Teamkader 2017                                             | Teamkader 2017    | Teamkader 2017 | Teamkader 2017                             |
| Name                                                       | Geburtsdatum      | Land           | Vorheriges Team                            |
| ---------------------------------------------------------- | ----------------- | -------------- | ------------------------------------------ |
| Hernán Aguirre                                             | 13. Dezember 1995 | Kolumbien      |                                            |
| Juan José Amador                                           | 20. April 1998    | Kolumbien      |                                            |
| Hernando Bohórquez                                         | 22. Juni 1992     | Kolumbien      | Raza de Campeones-Lotería de Boyacá (2015) |
| Jetse Bol                                                  | 8. September 1989 | Niederlande    | Join-S-De Rijke (2016)                     |
| Jhojan García                                              | 10. Januar 1998   | Kolumbien      |                                            |
| Sergio Higuita                                             | 1. August 1997    | Kolumbien      |                                            |
| Sebastián Molano                                           | 4. November 1994  | Kolumbien      | Colombia (2015)                            |
| Fernando Orjuela                                           | 4. November 1991  | Kolumbien      |                                            |
| Juan Felipe Osorio                                         | 30. Januar 1995   | Kolumbien      |                                            |
| Wilmar Paredes                                             | 27. April 1996    | Kolumbien      |                                            |
| Antonio Piedra                                             | 10. Oktober 1985  | Spanien        | Funvic Soul Cycles-Carrefour (2016)        |
| Aldemar Reyes                                              | 22. April 1995    | Kolumbien      | GW Shimano (2014)                          |
| Yecid Sierra                                               | 16. August 1994   | Kolumbien      |                                            |
| Bernardo Suaza                                             | 28. November 1992 | Kolumbien      |                                            |
| Ricardo Vilela                                             | 18. Dezember 1987 | Portugal       | Caja Rural-Seguros RGA (2016)              |
| Juan Villegas                                              | 15. Oktober 1987  | Kolumbien      | SmartStop (2015)                           |
| Luis Carlos Chia (1. Aug.–31. Dez., Stagiaire)             | 18. Februar 1997  | Kolumbien      |                                            |
| Ever Rivera (1. Aug.–31. Dez., Stagiaire)                  | 27. Dezember 1991 | Kolumbien      |                                            |
| Cristian Ruiz (1. Aug.–31. Dez., Stagiaire)                | 17. Mai 1997      | Kolumbien      |                                            |
|                                                            |                   |                |                                            |
| Quellen: ProCyclingStats Cycling Quotient Cycling Archives |                   |                |                                            |

## Saison 2014

### Erfolge in der UCI America Tour
In den Rennen der Saison 2014 der UCI America Tour gelangen die nachstehenden Erfolge.
| Datum      | Rennen                                             | Kat. | Fahrer        |
| ---------- | -------------------------------------------------- | ---- | ------------- |
| 4. März    | 1. Etappe Mexiko-Rundfahrt                         | 2.2  | Juan Villegas |
| 6. März    | 3. Etappe Mexiko-Rundfahrt                         | 2.2  | Diego Ochoa   |
| 7. März    | 4. Etappe Mexiko-Rundfahrt                         | 2.2  | Juan Villegas |
| 8. März    | 5. Etappe Mexiko-Rundfahrt (EZF)                   | 2.2  | Juan Villegas |
| 5.–9. März | Gesamtwertung Mexiko-Rundfahrt                     | 2.2  | Juan Villegas |
| 11. April  | Kolumbianische Meisterschaft – Straßenrennen (U23) | CN   | Diego Ochoa   |

### Erfolge in der UCI Europe Tour
In den Rennen der Saison 2014 der UCI Europe Tour gelangen die nachstehenden Erfolge.
| Datum        | Rennen                                 | Kat. | Fahrer         |
| ------------ | -------------------------------------- | ---- | -------------- |
| 16. Juli     | Prolog Giro della Valle d’Aosta        | 2.2U | Diego Ochoa    |
| 16.–20. Juli | Gesamtwertung Giro della Valle d’Aosta | 2.2U | Bernardo Suaza |

### Zugänge – Abgänge
| Zugänge                      | Team 2013                 | Abgänge                  | Team 2014              |
| ---------------------------- | ------------------------- | ------------------------ | ---------------------- |
| Hernán Aguirre               | Neoprofi                  | Heiner Parra             | Caja Rural-Seguros RGA |
| Juan Osorio                  | Neoprofi                  | Jesús Castaño            | Unbekannt              |
| Yors Santofimio              | Neoprofi                  | José Galindo             | Unbekannt              |
| Bernardo Suaza               | Neoprofi                  | Sebastián Salazar        | Unbekannt              |
| Carlos Pulgarin              | Caico Cycling Team (2008) | Ever Rivera (bis 31.07.) | Unbekannt              |
| William Sánchez (ab 01.08.)  | Neoprofi                  |                          | Unbekannt              |
| Cristián Serrano (ab 01.08.) | Neoprofi                  |                          | Unbekannt              |

### Mannschaft
| Name                  | Geburtstag         | Nationalität | Team 2015      |
| --------------------- | ------------------ | ------------ | -------------- |
| Hernán Aguirre        | 13. Dezember 1995  | Kolumbien    | 4-72 Colombia  |
| Edson Calderón        | 3. Juni 1984       | Kolumbien    | 4-72 Colombia  |
| Juan Ernesto Chamorro | 18. November 1991  | Kolumbien    |                |
| Daniel Durango        | 12. November 1992  | Kolumbien    |                |
| Diego Ochoa           | 5. Juni 1993       | Kolumbien    |                |
| Fernando Orjuela      | 4. November 1991   | Kolumbien    | 4-72 Colombia  |
| Juan Osorio           | 30. Januar 1995    | Kolumbien    |                |
| César Paredes         | 5. September 1992  | Kolumbien    |                |
| Carlos Pulgarin       | 4. April 1984      | Kolumbien    |                |
| Juan Diego Quintero   | 6. März 1992       | Kolumbien    | 4-72 Colombia  |
| Yean Rodríguez        | 7. März 1991       | Kolumbien    |                |
| William Sánchez *     | 21. Oktober 1989   | Kolumbien    |                |
| Yors Santofimio       | 26. Dezember 1995  | Kolumbien    | 4-72 Colombia  |
| Cristián Serrano *    | 9. April 1989      | Kolumbien    |                |
| Camilo Suárez         | 18. September 1988 | Kolumbien    |                |
| Bernardo Suaza        | 28. November 1992  | Kolumbien    | 4-72 Colombia  |
| Carlos Urán           | 6. Juni 1980       | Kolumbien    |                |
| Juan Pablo Villegas   | 15. Oktober 1987   | Kolumbien    | Team SmartStop |

* Die Fahrer William Sánchez und Cristián Serrano wurden bei der UCI für die Saison 2013 nicht als Radrennfahrer des Continental Teams registriert.

## Saison 2009

### Erfolge in des UCI Continental Circuits
In den Rennen des UCI Continental Circuits gelangen die nachstehenden Erfolge.
| Datum        | Rennen                            | Kat. | Fahrer       |
| ------------ | --------------------------------- | ---- | ------------ |
| 5. April     | 4. Etappe Cinturón a Mallorca     | 2.2  | Sergio Henao |
| 2.–5. April  | Gesamtwertung Cinturón a Mallorca | 2.2  | Sergio Henao |
| 9. Juni      | 3. Etappe Vuelta a Colombia       | 2.2  | Fabio Duarte |
| 5. August    | 2. Etappe Tour des Pyrénées       | 2.2  | Fabio Duarte |
| 4.–6. August | Gesamtwertung Tour des Pyrénées   | 2.2  | Fabio Duarte |

## Platzierungen in UCI-Ranglisten
UCI America Tour
| Saison | Mannschaftswertung | Fahrerwertung             |
| ------ | ------------------ | ------------------------- |
| 2007   | 12.                | Wilson Marentes (74.)     |
| 2008   | 7.                 | Fabio Duarte (18.)        |
| 2009   | 8.                 | Sergio Henao (31.)        |
| 2010   | 19.                | Camilo Suárez (92.)       |
| 2011   | 19.                | Luis Felipe Laverde (63.) |
| 2013   | 12.                | Edson Calderón (37.)      |
| 2014   | 13.                | Juan Villegas (21.)       |

UCI Europe Tour
| Saison | Mannschaftswertung | Fahrerwertung                |
| ------ | ------------------ | ---------------------------- |
| 2007   | 125.               | Óscar Sánchez (967.)         |
| 2008   | 95.                | Jarlinson Pantano (378.)     |
| 2009   | 55.                | Sergio Henao (150.)          |
| 2010   | 44.                | Fabio Duarte (86.)           |
| 2011   | 55.                | Robinson Chalapud (276.)     |
| 2012   | -                  | -                            |
| 2013   | 58.                | Juan Ernesto Chamorro (282.) |
| 2014   | 89.                | Bernardo Suaza (214.)        |